# Kost Hordienko
Kost Hordienko (en ukrainien : Ко́сть (Костянти́н) Горді́йович Гордіє́нко), né dans la région de Poltava et mort en 1733 était un cosaque zaporogue. 
Il fut membre du Sitch zaporogue où il fut Koch (commandant de troupes) en 1702 à 1706, 1707 à 1709, 1710 à 1728. Il rejoignit Ivan Mazepa pour la bataille de Poltava du 27 juin 1709.

## Hommages
La 57e brigade d'infanterie motorisée de l'Armée de terre ukrainienne porte son nom et un mémorial fut élevé dans le Parc national du sitch de Kamianska, raïon de Beryslav de l'oblast de Kherson.